# هندريك هامل
هندريك هامل هو صحفي وكاتب هولندي، ولد في 1630 في خوريكوم في هولندا، وتوفي بنفس المكان في 12 فبراير 1692.

## وصلات خارجية
- هندريك هامل على موقع الموسوعة البريطانية (الإنجليزية)